# Charles Pittman
Charles E. Pittman (Rocky Mount, 25 marzo 1958) è un ex cestista statunitense, professionista nella NBA, in Italia, Francia e Belgio.

## Carriera
È stato selezionato dai Phoenix Suns al terzo giro del Draft NBA 1982 (61ª scelta assoluta).